# Mary-Kate Olsen
Mary-Kate Olsen (Sherman Oaks (Californië), 13 juni 1986) is een Amerikaanse actrice.

## Biografie
Zij is bekend geworden door de televisieserie Full House, waar zij, al in haar babytijd, gezamenlijk met haar tweelingzusje Ashley Olsen de dochter Michelle Elizabeth Tanner speelde. Deze televisieserie duurde van 1987 tot 1995. Hoewel ze uiterlijk veel op elkaar lijken zijn Mary-Kate en Ashley een twee-eiige tweeling.
Een van haar bekendste films, waarin zij juist geen tweeling spelen, is It Takes Two uit 1995, waar zij elkaar ontmoeten als twee totaal onbekenden van elkaar. De een is een wees, de ander een rijkeluisdochter.
Het vermogen van Mary-Kate en Ashley Olsen wordt geschat op € 800 miljoen.
Mary-Kate speelde anno 2008 mee in de serie Weeds, waarin ze de rol vertolkt van Tara Lindman, een diepgelovig meisje dat drugs verkoopt onder de gelovigen van haar kerkgemeenschap en het liefje is van Silas Botwin.

## Persoonlijk
Mary-Kate heeft naast haar zus Ashley nog een oudere broer en een jonger zusje, Elizabeth Olsen, aangevuld met nog een halfbroer en halfzus. Haar ouders zijn in 1995 gescheiden en haar halfbroer en halfzus zijn kinderen uit haar vaders tweede huwelijk.
In 2004 kondigde Mary-Kate aan dat ze na afronding van de middelbare school zou gaan studeren.
Ze studeerde fotografie in New York aan Gallatin School of Individualized Study. In 2005 verhuisde Mary-Kate terug naar Californië om zich te gaan richten op het bedrijf dat ze samen met haar zus Ashley had opgericht, Dualstar Entertainment Group.
In 2015 huwde ze met Olivier Sarkozy (de broer van Nicolas Sarkozy).
Zij scheidden in januari 2021.